# Spanish Fort (Alabama)
Spanish Fort è un comune degli Stati Uniti d'America situato nella contea di Baldwin dello Stato dell'Alabama.

## Città e paesi vicini
- Daphne
- Fairhope
- Point Clear
- Loxley
- Mobile
- Silverhill
- Robertsdale
- Foley

## Geografia fisica
Spanish Fort è situata a 30°40'7.403" N, 87°55'19.844" O. L'U.S. Census Bureau certifica che la città occupa un'area totale di 28,80 km², di cui 16,60 km² composti da terra e i rimanenti 12,20 km² composti di acqua.

## Società

### Evoluzione demografica
Al censimento del 2000, risultano 5.423 abitanti, 2.035 nuclei familiari e 1.518 famiglie residenti in città. La densità della popolazione è di 326,69 ab./km². Ci sono 2.164 alloggi con una densità di 130,10/km². La composizione etnica della città è 93,64% bianchi, 4,37% neri o afroamericani, 0,37% nativi americani, 0,74% asiatici, 0,26% di altre razze, e 0,63% meticci. Lo 0,94% della popolazione è ispanica.
Dei 2.035 nuclei familiari, il 35,20% ha figli di età inferiore ai 18 anni che vivono in casa, il 67,10% sono coppie sposate che vivono assieme, il 6,00% è composto da donne con marito assente, e il 25,40% sono non-famiglie. Il 22,90% di tutti i nuclei familiari è composto da singoli e il 14,50% da singoli con più di 65 anni di età. La dimensione media di un nucleo familiare è di 2,61 mentre la dimensione media di una famiglia è di 3,10.
La suddivisione della popolazione per fasce d'età è la seguente: 26,20% sotto i 18 anni, 5,20% dai 18 ai 24, 26,20% dai 25 ai 44, 24,70% dai 45 ai 64, e 17,70% oltre i 65 anni. L'età media è 41 anni. Per ogni 100 donne ci sono 90,80 uomini. Per ogni 100 donne sopra i 18 anni ci sono 88,60 uomini.
Il reddito medio di un nucleo familiare è di 56.699$, mentre per le famiglie è di 67.844$. Gli uomini hanno un reddito medio di 50.240$ contro i 30.273$ delle donne. Il reddito pro capite della città è di 27.081$. Il 2,80% della popolazione e il 2,70% delle famiglie è sotto la soglia di povertà. Sul totale della popolazione, il 2,80% dei minori di 18 anni e il 6,10% di chi ha più di 65 anni vive sotto la soglia di povertà.